# Antoniów (gmina)
Antoniów (od 1935 Radomyśl nad Sanem) – dawna gmina wiejska istniejąca w latach 1934–1935 w woj. lwowskim (dzisiejsze woj. podkarpackie). Siedzibą władz gminy był Antoniów.
Gminę Antoniów utworzono 1 sierpnia 1934 roku w województwie lwowskim, w powiecie tarnobrzeskim, z dotychczasowych drobnych gmin wiejskich: Antoniów, Chwałowice, Nowiny, Orzechów, Pniów, Radomyśl nad Sanem, Witkowice, Wola Rzeczycka, Wrzawy (tylko przysiółek Brzóza) i Żabno. 
Gminę zniesiono 5 lipca 1935 roku, a z jej obszaru utworzono gminę Radomyśl nad Sanem.